# Jan VII (prawosławny patriarcha Antiochii)
Jan VII – prawosławny patriarcha Antiochii w latach 1090–1155. Po 1098 r. w związku ze zdobyciem przez Krzyżowców Antiochii musiał uciec do Konstantynopola, gdyż powołano łacińskiego patriarchę Antiochii.